# Application Services Library
ASL (произносится «а-эс-эл», англ. Application Services Library — библиотека услуг приложений) — это фреймворк, используемый в управлении приложениями и находящийся под управлением ASL BiSL Foundation. Фреймворк описывает модель процессов в рамках управления приложениями (дисциплины производства и сопровождения информационных систем и приложений). ASL сосредоточен на цикле разработки (сопровождение / обновление). Поскольку фреймворк ASL основан на описании передового опыта, используется также термин «библиотека».

## История
ASL был разработан в конце девяностых в Нидерландах, первоначально как часть модели R2C, развившаяся в 2000 году в ASL. В 2001 году компания PinkRoccade безвозмездно передала ASL фонду ASL Foundation, в настоящее время — ASL BiSL Foundation.
ASL тесно связан с ITIL, BiSL и CMM. ASL описан в нескольких книгах и статьях (большинство которых существует только на нидерландском языке), а также на официальном сайте фонда ASL BiSL Foundation.
Причиной появления ASL стала проблема невозможности организации работы в отделах, отвечающих за управление приложениями, с использованием только ITIL. Новые версии ITIL в большей мере обращаются к областям разработки и управления приложениями. См. ссылку на документ, посвященный сравнению ITIL и ASL.
ITIL — библиотека, описывающая лучшие практики предоставления услуг в области ИТ, ориентированная на информационно-технологическую инфраструктуру, в то время как ASL ориентируется на приложения и процессы управления и сопровождения программного обеспечения и баз данных.
ASL был призван заполнить пробел в управлении приложениями. Похожее развитие привело к определению модели BiSL для управления информацией.
В настоящее время ASL является общественным достоянием.

## Назначение
ASL предназначен для поддержки управления приложениями с помощью предлагаемых им инструментов. Определены две основных категории вспомогательных средств.
- Описание процессов для управления приложениями, дополненное примерами их использования в виде описаний передового опыта.
- Стандартная терминология, позволяющая избежать типовых ошибок в различных обсуждениях, если все говорят на одном языке.

## Положение ASL
Различают три формы управления информационными технологиями (области управления):
- Управление информационно-технологической инфраструктурой (ITIL)

Эта форма управления ориентирована на управление ИТ-инфраструктурой и использует библиотеку ITIL. ИТ-инфраструктура является основой, на которой могут функционировать приложения. Сами приложения управляются с помощью управления приложениями.
- Управление приложениями (ASL)

Под этой формой управления понимают корректировку и настройку приложения в случае обнаружения ошибок или изменения технических или функциональных требований. Очевидно, это применимо только для существующих, а не для новых приложений.
- Управление бизнес-информацией (BiSL)

Приложение эксплуатируется пользовательской организацией. Эта организация должна определить требования, которым должно соответствовать приложение, а затем проверить, что после внесения изменений приложение функционирует в соответствии с заявленными требованиями. Эти процессы описаны в BiSL.

## ASL 2
В 2009 году была выпущена новая версия библиотеки — ASL 2, содержащая ряд структурных изменений по сравнению с предыдущей версией.

## Структура ASL
ASL описывает процессы на трех уровнях: операционном, управленческом (тактическом) и стратегическом. Фреймворк определяет шесть групп процессов.

## Группы процессов ASL
ASL является процессной моделью. Это означает, что деятельность в организации основана на процессах, которые не обязательно должны совпадать с департаментами или лицами исполняющими ту или иную функцию. Процесс включает в себя все виды деятельности, которые в соответствии с ASL связаны друг с другом. На практике деятельность в рамках процесса может осуществляться несколькими департаментами, в то же время один департамент может осуществлять деятельность различных процессов. В ASL определены 6 групп процессов (кластеров):

### Группа процессов поддержки приложения
В ASL определены 4 процесса управления приложениями. Эти процессы важны, поскольку они направлены на осуществление поддержки приложения, обеспечивающей минимальное количество сбоев минимальным количеством ресурсов. Эти процессы определены и в ITIL, но поскольку в ASL они определены с точки зрения приложений, эти процессы имеют отличия. Кластер поддержки приложения содержит следующие процессы:
- Поддержка эксплуатации
- Управление конфигурациями
- Управление эксплуатацией ИТ
- Управление непрерывностью

### Группа процессов сопровождения и обновления приложения
Около 80 % работ в рамках управления приложениями приходится на процессы сопровождения и обновления приложений. Поддерживаемые приложения требуют изменений так как бизнес-процессы постоянно изменяются. Для каждого изменения необходимо использование процессов сопровождения и обновления приложений. Не всегда нужные процессы можно найти в ITIL. Кластер сопровождения и обновления содержит следующие процессы:
- Анализ влияния
- Проектирование
- Реализация
- Тестирование
- Внедрение

### Группа связующих процессов
Связующие процессы соединяют упомянутые выше группы процессов. В кластере определены два основных процесса. Управление изменениями определяет содержание релиза над которым будут работать процессы сопровождения и обновления приложений. Контроль и распространение программного обеспечения проверяет состояние компонентов приложения и определяет над какими компонентами приложения будут работать процессы поддержки приложения. Кластер соединительных процессов содержит следующие процессы:
- Управление изменениями
- Контроль и распространение программного обеспечения

### Группа процессов управления
Процессы данной группы обеспечивают оптимальное управление вышеупомянутыми кластерами как единым целым. Цель данной группы в организации существующих видов деятельности в соответствии с целями, соглашениями и выбранной стратегией. Кластер процессов управления содержит следующие процессы:
- Управление контрактами
- Планирование и контроль
- Управление качеством
- Управление финансами
- Управление подрядчиками

В каждом процессе управления можно выделить три подроцесса:
- планирование и структурирование;
- мониторинг и корректировка;
- оценка, изучение и повторная корректировка.

### Группа процессов стратегии приложения
Процессы стратегии приложения обеспечивают долгосрочную стратегию в отношении различных объектов приложений, входящих в состав информационного обеспечения в рамках одной или нескольких организаций. Кластер стратегии приложения содержит следующие процессы:
- Стратегия развития ИТ
- Стратегия организации заказчика
- Стратегия среды заказчика
- Управление жизненным циклом приложения
- Управление портфелем приложений

### Группа процессов стратегии организации управления приложениями
Процессы этой группы обеспечивают правильное формирование стратегии организации управления приложениями и её будущего. В этой стратегии будущие услуги организации определены и соотносятся с её политикой и остальными характеристиками. Кластер стратегии организации управления приложениями содержит следующие процессы:
- Определение рынка и потенциальных клиентов
- Определение способностей
- Определение технологий
- Определение подрядчиков
- Определение предоставления услуг

Стратегия приложения и стратегия организации управления приложениями — две разные группы процессов и они работают по разным правилам. Стратегия приложения рассматривает предоставляемые объекты, при этом рынок и заказчики влияют на свойства этих объектов. Стратегия организации управления приложениями рассматривает услуги, предоставляемые организацией управления приложениями. Разделение этих двух направлений дает возможность оптимального выбора политики для каждой стратегии.

## Описание процессов
В этом разделе даны цели каждого процесса.

### Процессы поддержки приложения

#### Поддержка эксплуатации
Осуществление оптимальной поддержки использования приложений в соответствии с соглашениями. Поддержка эксплуатации — это процесс, организующий коммуникацию с заказчиком. В процессе выделяются два подпроцесса:
- обработка обращений;.
- проактивная коммуникация.

#### Управление конфигурациями
Ведение учета всех объектов приложений / конфигураций и услуг, за которые организация управления приложениями несет ответственность, а также предоставление точной информации об этом для поддержки других процессов управления приложениями.

#### Управление эксплуатацией ИТ
Обеспечение, мониторинг и предоставление гарантий того, что приложения (или компоненты приложений) демонстрируют правильные и согласованные функциональные возможности в оперативной обстановке и что соответствующие услуги также предоставляются согласно договоренностям.
Объекты управления:
- надежность;
- доступность;
- эксплуатационные мощности.

#### Управление непрерывностью
Обеспечение непрерывности бизнес-процесса с помощью соответствующих мер, позволяющих поддержать надлежащее функционирование и уровень качества в течение установленного периода времени, даже при чрезвычайных обстоятельствах. Безопасность является составной частью управления непрерывностью.

### Процессы сопровождения и обновления приложения

#### Анализ влияния
Выбор идеального пути решения, основой которого является эффективное документирование достоверных и точных последствий предлагаемых изменений с точки зрения объема работ, будущего развития, использования и управления.

#### Проектирование
Установка и документирование спецификаций (в том числе и пользовательских) информационной системы или изменений таким образом, чтобы они могли быть легко реализованы и затем протестированы. Основным результатом этого является функциональный или логический проект системы, нетехническое описание желаемой функциональности.

#### Реализация
Цель реализации (или «сборки») — преобразование планов или изменений в планах (предоставленных процессом проектирования) в определенные нужные изменения в автоматизированной информационной системе.

#### Тестирование
Подтверждение того, что изменения в соответствии со спецификацией реализованы, и приложение (с изменениями) корректно функционирует.

#### Внедрение
Выполнение необходимых предварительных условий для предоставления безошибочного использования новой версии приложения и завершение процесса сопровождения.
Процесс внедрения охватывает все виды деятельности, которые должны быть выполнены для того, чтобы внести изменения, предложенные управлением изменениями, для реального использования и обработки данных.

### Соединительные процессы

#### Управление изменениями
Использование стандартизированного метода работы для изменения приложений таким образом, чтобы можно было построить согласованные изменения, содержащие определенные приоритеты для улучшения текущей функциональности приложений.

#### Контроль и распространение программного обеспечения
Цель контроля и распространения программного обеспечения — сделать доступными соответствующие объекты приложения (или информацию о них) для соответствующих процессов в нужное время.

### Процессы управления

#### Управление контрактами
Предоставление услуг в соответствии с соглашениями (отклонения от этих соглашений могут происходить по взаимному согласию), для того чтобы выполнить ожидания заказчика или даже превзойти их.
Процесс управления контрактами является публичной стороной услуги на управленческом уровне в ASL.

#### Планирование и контроль
Обеспечение предоставления согласованных услуг с использованием согласованного количества трудовых ресурсов и в соответствии с согласованными сроками поставки путём надлежащего и своевременного использования этих ресурсов.

#### Управление качеством
Обеспечение качества (внутреннего и внешнего) приобретенных процессов, продуктов, ресурсов и организаций путём их определения и мониторинга, а также обеспечение успешного внедрения соответствующих правил и их бесперебойной работы. Производной целью управления качеством является определение возможных и желаемых улучшений и обеспечение их реализации.

#### Управление финансами
Соблюдение баланса между планированием и управлением расходами, понесенными в результате предоставления/поддержания приложений и/или услуг, и доходами, получаемыми от управления приложениями. Дополнительным непременным условием является то, что вне зависимости от предмета поставки она осуществляется по конкурентоспособной цене.

#### Управление подрядчиками
Управление подрядчиками несет ответственность за соглашения, касающиеся услуг и/или решений, предоставляемых третьими сторонами (подрядчиками), и также за их оценку, мониторинг и улучшение.

### Процессы стратегии приложения

#### Стратегия развития ИТ
Цель стратегии развития ИТ — определить влияние развития технологий на портфель приложений.

#### Стратегия организации заказчика
Цель этого процесса — определить влияние разработок в пользовательской организации или пользовательских организациях на портфель приложений.

#### Стратегия среды заказчика
Цель стратегии среды заказчика — определить, какое влияние оказывает развитие в среде организации заказчика или пользовательской организации на портфель приложений.

#### Управление жизненным циклом приложения
Цель управления жизненным циклом приложения — определить дальнейшую стратегию приложения, преобразованную в конкретные действия, так, чтобы приложение могло обеспечить поддержку процессов компании в будущем.

#### Управление портфелем приложений
Управление портфелем приложений направлено на согласование и координацию различных компонентов в среде приложения (или всего информационного обеспечения в целом) и обеспечивает согласование и оптимизацию в случае масштабных инвестиций и кардинальных изменений.

### Процессы стратегии организации управления приложениями

#### Определение рынка и потенциальных клиентов
Цель процесса определения рынка и потенциальных клиентов заключается в том, чтобы признать требования будущих услуг для будущих заказчиков и убедиться, что отношения и связи с заказчиками являются достаточно хорошими, чтобы осуществить это.

#### Определение способностей
Определение способностей — это процесс, который дает понимание, как развивать навыки и знания сотрудников организации в перспективе. Процесс определяет не только глубину и охват специальных знаний, но также и инструменты (в широком смысле), которые позволяют эти знания получать и распространять.

#### Определение технологий
Определение технологии — это процесс, выбирающий инструменты, которые используются организацией для реализации будущих услуг.

#### Определение подрядчиков
Цель определения подрядчика — в проактивной оптимизации будущих услуг путём определения ролей и вовлеченности внешних подрядчиков, а также в преобразовании этой политики в реальную, функционирующую организацию и структуру.

#### Определение предоставления услуг
Определение предоставления услуг — это процесс, посвященный спросу и предложению со стороны организации управления приложениями, преобразованным в конкретную рабочую стратегию, направленную на будущее.
Цель этого процесса — проектирование необходимых услугу на ближайшие два-три года. Это достигается преобразованием вариантов и ограничений текущей ситуации, рынка, потенциальных клиентов, возможностей и технологий в единую политику. Затем эта политика преобразуется в дальнейшие общие процессы стратегии организации управления приложениями.